# Stanciova, Timiș
Stanciova (sârbă Станчево, cu alfabetul latin: Stančevo) este un sat ce aparține orașului Recaș din județul Timiș, Banat, România. La recensământul din 2002 avea o populație de 402 locuitori, majoritari sârbi.

## Localizare
Stanciova este amplasată la limita sudică a Podișului Lipovei, în centrul județului Timiș, la 12 km nord-est de orașul Recaș și 41 km est de municipiul Timișoara. Este străbătută de pârâul Gherteamoș.

## Istorie
Pe teritoriul satului, în punctul „Grădiște”, a fost descoperită o așezare din mileniul VI î.Hr (paleolitic). Situl arheologic face parte din patrimoniul istoric național.
Localitatea își trage originile din Evul Mediu. Este atestată documentar din 1456, când era proprietatea lui Iancu de Hunedoara. Tradiția orală păstrează legenda înființării satului de către doi păcurari muntenegreni care au creat în jurul colibelor lor satele Stanciova și Godenova (nume care se regăsește în toponimia locală).

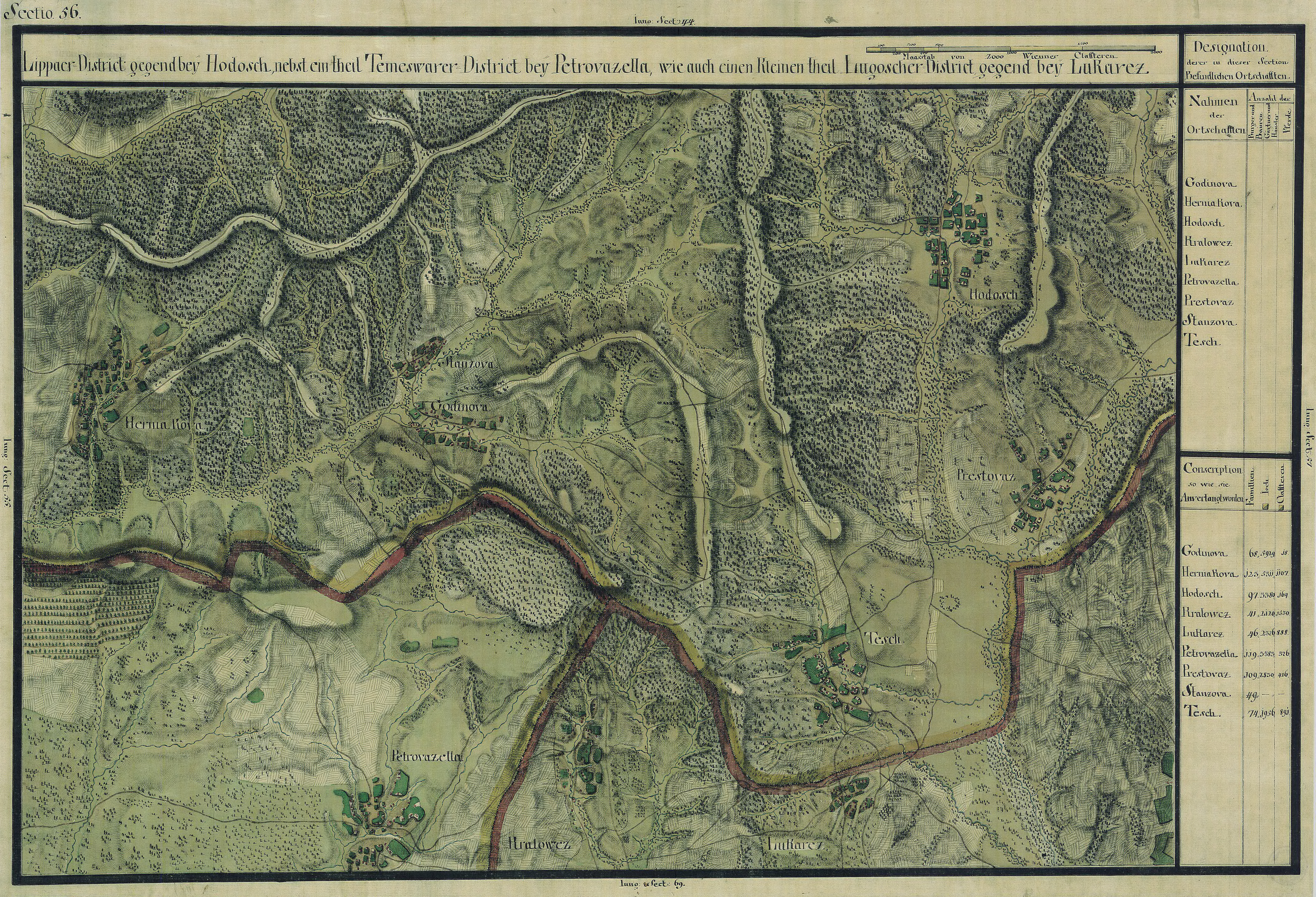
Stanciova în Harta Iosefină a Banatului, 1769-72

În 1462 trece în proprietatea lui Matei Pan și purta numele de Stanschevo. La conscripția generală din 1717 apare cu numele de Stanscheva, cu 12 case. Între 1718 - 1722, la Stanciova se așază slavi, sârbi, proveniți din Muntenegru. Pe harta din 1761 apare ca sat aparținător districtului Lugoj. În 1852-1853 au fost aduși coloniști slovaci din regiunea Trencsen. Slovacii s-au răsfirat cu timpul în alte sate slovăcești precum Brestovăț, Butin, Nădlac. Sârbii au avut o biserică de lemn, atestată la 1796, Ea a fost dărâmată și reclădită din cărămidă, între 1890-1894.
Între 1905 - 1907 s-au așezat aici și coloniști maghiari, circa 150 de familii. În consecință s-a construit în 1910 și o biserică catolică. În 1925 au sosit circa 200 de români transilvăneni. Românii și-au construit biserica în 1929. În perioada interbelică a cunoscut o de dezvoltare puternică, populația ajungând la aproape 2.000 de locuitori. Numele ei a fost o perioadă puternic românizat - la 1924 se numea Stănești. După această perioadă a urmat un declin continuu. Localitatea este și astăzi majoritar sârbească, cu tendință de echilibrare între populația de sârbi cu cea de români.

## Demografie

### Evoluția populației
- 1868 - 1.111
- 1900 - 1104
- 1930 - 1.959
- 1956 - 936
- 1992 - 454
- 2002 - 402
- 2009 - 350

### Structura etnică
La recensământul din 1992, structura etnică a satului era de circa 70% sârbi, 25% români și 5% de alte naționalități.